# 李秀馥
李秀馥（1965年6月28日—），中国国家女子足球队中场足球运动员。
1983年入选国家队。1986年获得第6届亚洲杯赛冠军。1988年参加广州国际女子足球锦标赛。第7届亚洲杯赛时任中国队队长，并取得冠军。个人获得1986年意大利“多尔多拉”国际女足邀请赛最佳球员之一、第6届亚洲杯赛最佳运动员，入选第6届全运会和1988年“利生奖”最佳阵容。
她是1991年的首届国际足联女子世界杯一员，也是队长。她曾为日本的伊贺FC足球俱乐部效力。